# Мари Гел-Ман
Мари Гел-Ман (енгл. Murray Gell-Mann, 15. септембар 1929. — 24. мај 2019) био је амерички физичар, који је 1969. године, добио Нобелову награду за физику „за доприносе и открића која се тичу класификације елементарних честица и њихових интеракција”.
Гел-Ман је провео неколико периода у ЦЕРН-у, институту за нуклеарна истраживања у Швајцарској, између осталог као члан Меморијалне фондације Џон Сајмон Гугенхајм 1972. године.

## Рани животи и образовање
Гел-Ман је рођен на доњем Менхетну у породици јеврејских досељеника из Аустроугарске империје, тачније из Черноваца (историјско име: Czernowitz) у данашњој Украјини. Његови родитељи били су Полина (рођ. Рајчстајн) и Артур Исидор Гел-Ман, које је предавао енглески језик као други језик (ЕСЛ).
Подстакнут снажном дечачком радозналошћу и љубављу према природи и математици, он је дипломирао као валедикторијан у Колумбија граматичкој и припремној школи са 14 година, а потом је уписао Јејл колеџ као члан Џонатан Едвардс колеџа. На Јејлу је учествовао на Вилијам Лоул Путам математичком такмичењу и био је у тиму који је представљао универзитет Јејл (заједно са Маријем Герштенхабером и Хенријем О. Полаком) који је освојио другу награду 1947. године.
Гел-Ман је дипломирао физику на Јејлу 1948. и намеравао је да настави постдипломске студије физике. Настојао је да остане у Ајви Лиги за своје дипломско образовање и пријавио се на Универзитет Принстон, као и Универзитет Харвард. Принстон га је одбио, а Харвард прихватио, али ова друга институција није могла да му понуди било какву финансијску помоћ која му је била потребна. Прихватио га је Технолошки институт у Масачусетсу (MIT) и примио је писмо од Виктора Вајскофа у којем га је позвао да похађа МИТ и постане Вајскофов истраживачки асистент, што би Гел-Ману пружило финансијску помоћ која му је потребна. Несвестан еминентног статуса МИТ-а у истраживању физике, Гел-Ман је био „мизеран” због чињенице да неће моћи да похађа Принстон или Харвард, и размишљао је о самоубиству. Изјавио је да је схватио да би могао прво да покуша да уђе у МИТ и да се након тога убије ако сматра да је то заиста страшно. Међутим, није могао прво да одабере самоубиство, а затим да похађа МИТ; њих двоје „нису били комутативни“, како је Гел-Ман рекао.
Гел-Ман је докторирао физику на МИТ-у 1951. године, након завршетка докторске дисертације под насловом „Снага спреге и нуклеарне реакције”, под надзором Виктора Вајскофа.

## Каријера
Гел-Ман је био постдокторски сарадник на Институту за напредне студије 1951. и гостујући професор истраживања на Универзитету Илиноис у Урбана-Шампејну од 1952. до 1953. године. Он је био гостујући ванредни професор на Универзитету Колумбија и ванредни професор на Универзитету у Чикагу 1954–1955, пре него што је прешао на Калифорнијски институт за технологију, где је предавао од 1955. до пензионисања 1993. године.

### Нуклеарна физика
Године 1958, Гел-Ман је у сарадњи са Ричардом Фајнманом, упоредо са независним тимом Е.K. Џорџа Сударшана и Роберта Маршака, открио хиралне структуре слабе интеракције физике и развио В-А теорију (вектор минус аксијалне векторске теорија). Овај рад је уследио након експерименталног открића кршења паритета од стране Чиен-Шиунг Вуа, као што су теоретски предложили Чен-Нинг Јанг и Цунг-Дао Ли.
Гел-Манов рад 1950-их укључивао је недавно откривене честице космичких зрака које су назване каони и хиперони. Класификација ових честица га је навела да предложи да ће квантни број који се зове страност бити очуван јаким и електромагнетним интеракцијама, али не и слабим интеракцијама. (Казухико Нишијима је до ове идеје дошао независно, називајући количину {\displaystyle \eta }-наелектрисањем после ета мезона.) Још једна Гел-Манова идеја је Гел-Ман-Окубо формула, која је у почетку била формула заснована на емпиријским резултатима, али је касније објашњена његовим моделом кваркова. Гел-Ман и Абрахам Пајс су били укључени у објашњавање збуњујућег аспекта мешања неутралног каона.
Срећни сусрет Мари Гел-Мана са математичарем Ричардом Ерлом Блоком на Калтеху, у јесен 1960. године, га је „просветлио“ да уведе нову шему класификације, 1961. године, за хадроне. Сличну шему је независно предложио Јувал Ниман, а сада је објашњена моделом кварка. Гел-Ман је назвао шему осмоструким путем, због октета честица у класификацији (израз је референца на осмоструки пут будизма).
Гел-Ман, заједно са Морисом Левијем, развио је сигма модел пиона, који описује нискоенергетске интеракције пиона.
Године 1964, Гел-Ман, и независно Џорџ Цвајг, наставили су да постулирају постојање кваркова, од којих се састоје хадрони ове шеме. Име је сковао Гел-Ман и референца је на роман Финеганово бдење, Џејмса Џојса („Три кварка за Мастер Марка!“, књига 2, епизода 4). Цвајг је честице називао „асовима“, али се Гел-Маново име усталило. Кваркови, антикваркови и глуони су убрзо установљени као основни објекти у проучавању структуре хадрона. Он је добио Нобелову награду за физику 1969. за свој допринос и открића у вези са класификацијом елементарних честица и њиховим интеракцијама.
Шездесетих година прошлог века, он је увео алгебру струје као метод систематског искоришћавања симетрија за издвајање предвиђања из модела кваркова, у одсуству поуздане динамичке теорије. Овај метод је довео до модела независних правила збира потврђених експериментом и обезбедио полазне тачке које подржавају развој Стандардног модела (СМ), широко прихваћене теорије елементарних честица.